# J.-Wilfrid Dufresne
Pour l’article homonyme, voir Dufresne.
J.-Wilfrid Dufresne (né le 5 août 1911 mort le 30 juin 1982) est un enseignant, fonctionnaire, promoteur et homme politique fédéral du Québec.

## Biographie
Né à Québec, il devient député du Parti progressiste-conservateur du Canada dans la circonscription fédérale de Québec-Ouest en 1953. Il fut défait par le libéral René Bégin en 1957 et par le libéral Gérard Duquet dans Québec-Est. Candidat du Crédit social dans la circonscription de Langelier en 1972, il est défait par le libéral Jean Marchand.